# Leigh Bowery
Leigh Bowery (* 26. März 1961 in Sunshine bei Melbourne, Australien; † 31. Dezember 1994 oder 1. Januar 1995 in London) war ein australischer Performancekünstler, Modedesigner, Nachtclubbetreiber und Model. Bowery zählte in den 1980er und 1990er Jahren zu den inspirierendsten Personen der Londoner und New Yorker Modewelt und Nachtclubszene. Seine extravaganten und skurrilen Kostümierungen, „Looks“ genannt, beeinflussten zahlreiche spätere Designer, Künstler und Musiker. Bowerys Wirkung auf Performancekunst und Popkultur reicht bis in die Gegenwart.

## Leben
Bowery wurde in Sunshine, einem Vorort von Melbourne geboren. Er selbst empfand seine Heimat als kulturelles Ödland, in dem er sich nicht wohlfühlte. Er galt als multitalentiertes Kind. Als Teenager entdeckte er die Londoner New Romantics für sich und las bevorzugt Stylemagazine wie beispielsweise i-D.
Nach der Highschool in Melbourne zog er um 1980 nach London, um Modedesigner zu werden. Seine bizarren Outfits, die er selbst „Looks“ nannte und in oft exhibitionistischen, die Geschlechtsidentität auflösenden Performances mit einer Mischung aus Musik und Tanz präsentierte, machten ihn in der Londoner Subkultur schnell bekannt. Er zog mit den Künstlern Trojan (Guy Barnes) und David Walls, zwei Londoner Szenegrößen, zusammen, die seine selbstgeschneiderten schrillen Kreationen in den angesagten Nachtclubs trugen. Trojan und Bowery wurden kurzzeitig ein Liebespaar, während Walls die Wohngemeinschaft verließ.
Von der breiteren Öffentlichkeit zunächst ignoriert, veranstaltete Bowery ab Mitte der 1980er zahlreiche Modeschauen, so beispielsweise im Londoner ICA, Camden Palace, sowie in New York und Tokio. Er entwarf Kostüme und Bühnenoutfits u. a. für David Bowie, Boy George, The Fall oder die Michael Clark Company. Inmitten der konservativen Thatcher-Ära eröffnete Bowery im Januar 1985 die Diskothek Taboo, die ein polysexuelles Publikum ansprach. Der Klub galt als Londoner Pendant zum legendären New Yorker Studio 54, zog allerdings ein wesentlich extremeres Publikum an.
1988 erkrankte Bowery an HIV. Im Mai 1993 heiratete er seine langjährige Freundin Nicola Bateman, ein bekanntes Aktmodell von Lucian Freud. Leigh Bowery starb Silvester 1994 an den Folgen seiner AIDS-Erkrankung im Londoner Middlesex Hospital. 

## Ausstellungen
- 2013 Kunsthalle Wien, XTRAVAGANZA Staging Leigh Bowery[1]
- 2025 Tate Modern, Leigh Bowery![2]